# Travis Mann-Gow
Travis Mann-Gow (* 3. September 1988) ist ein US-amerikanischer Biathlet und Radsportler.
Travis Mann-Gow lebt in Fairfax und studierte an der University of Vermont. Er startete zunächst für die Green Mountain Valley School, später für das Team seiner Universität  und wird  von Jon Arne Enevoldsen und Justin Beckwith trainiert. Sein internationales Debüt gab Mann-Gow bei den Biathlon-Juniorenweltmeisterschaften 2007 in Martell, wo er 65. des Einzels und 74. des Sprints wurde. Bei den Nordamerikanischen Meisterschaften im Sommerbiathlon 2009 in Jericho erreichte er den 16. Platz, trat im Verfolgungsrennen aber nicht an.
Als Mountainbikefahrer erreichte Mann-Gow als größten Erfolg die Teilnahme an den US-amerikanischen U-23-Meisterschaften 2007, bei denen er 28. wurde.